# Cộng hòa sông Đông
Cộng hoà sông Đông (tiếng Nga: Донская Республика), sau này được gọi là Quân tỉnh Vĩ đại sông Đông (tiếng Nga: Всевеликое Войско Донское, Vsevelikoje Vojsko Donskoje), là một nhà nước độc lập tự xưng chống Bolshevik được thành lập bởi các lực lượng vũ trang miền Nam Nga trên lãnh thổ của các Cossack vùng sông Đông chống lại một nhà nước Cộng hòa Xô viết tự xưng khác nằm ở vùng này. Cộng hòa sông Đông tồn tại từ năm 1918 đến cuối tháng 2 và đầu tháng 3 năm 1920, khi quân Bạch vệ của Anton Denikin bị đánh bại bởi Hồng quân Xô viết và phải rút lui khỏi vùng sông Đông.
Vào tháng 4 năm 1918, sau khi quân Bạch vệ chiếm được Novocherkassk từ chính phủ Cộng hoà Xô viết sông Đông, một "Chính phủ lâm thời vùng sông Đông" được lập ra bởi Georgy Petrovich Yanov. Vào ngày 11 tháng 5, một "Mặt trận Cứu độ vùng sông Đông" được thành lập để lãnh đạo cuộc chiến chống Bolshevik. Vào ngày 16 tháng 5, Pyotr Krasnov được bầu làm Ataman của Cộng hoà sông Đông. Ngày 17 tháng 5, Krasnov đã cho ra văn bản "Luật cơ bản của Quân tỉnh Vĩ đại sông Đông". Trong số 50 điểm trong văn bản có bao gồm sự bất khả xâm phạm của quyền sở hữu tài sản cá nhân và bãi bỏ tất cả các luật đã được ban bố từ khi Nikolai đệ Nhị thoái vị tháng 3 năm 1917.
Cộng hòa sông Đông tuyên bố chủ quyền trên lãnh thổ của Vùng Don với thành phố Novocherkassk là thủ đô. Về mặt hành chính, Cộng hòa Don được chia thành mười okrug, bao gồm một khu vực nằm trong tỉnh Rostov và tỉnh Tsaritsyn của Nga Xô viết và trong hai tỉnh Lugansk và Donetsk của nhà nước láng giềng tự xưng Cộng hòa Xô viết Donetsk-Krivoy Rog.
Sau khi bị đánh bại năm 1920 bời Hồng quân Xô viết, nhiều người Cossack Nga ở vùng sông Đông đã phải trải qua chiến dịch phi-Cossack-hoá năm 1919-1921, rồi nạn đói ở Liên Xô năm 1932-1933 và việc chuyển người tị nạn Cossack chống Bolshevik từ Vương quốc Anh tới Liên Xô hậu Thế chiến II đã dẫn đến sự biến mất của phong trào chống cộng sản của Cossack sông Đông tại Liên bang Xô viết.